# 内维尔·内维尔
内维尔·内维尔（英語：Neville Neville，1949年9月26日—2015年8月7日）是一个英联盟板球运动员、足球经纪人和导演。 他是前英超职业足球运动员加里·内维尔、菲尔·内维尔和无挡板篮球球员和教练的特蕾西·内维尔的父亲。

## 板球职业生涯
“1980年代，内维尔曾效力于博尔顿板球联盟的格林芒特板球俱乐部。” 女儿特蕾西说道，这是她最早的体育记忆。

## 家庭
内维尔的妻子吉尔是英格兰足球联赛的贝里俱乐部的总经理和秘书。他们共有三个孩子：双胞胎加里和特蕾西，还有菲尔。
内维尔·内维尔是加里和菲尔共同的经纪人，他代表两个孩子在各自的对中进行商业谈判。 2004年欧洲杯过后， 内维尔向时任曼联主帅大卫·吉尔进行了入队谈判。

## 足球与慈善工作
内维尔·内维尔是英国球队贝里的董事长。 他还是“拯救我们的振兴者”的首席和副主席，这是为了给经济困难的足球俱乐部提供财政援助的一项活动。
这个活动是内维尔「精心策划的」 。他因为不知疲倦地组织支持者团体, 接受媒体采访而被称赞「保护了俱乐部」 。 

## 姓名
内维尔·内维尔因为不寻常的名字而在足球迷中得到了一定的崇拜地位，他的名字是所谓的“足球最好的圣歌之一”的一部分。

## 被捕
2013年3月26日，内维尔因为非礼被曼彻斯特警察逮捕。 当年5月，他获准保释，等待进一步调查。最终在2013年12月19日，他被判无罪。

## 去世
2015年8月7日，内维尔·内维尔因心脏病发作逝世。当时他在2015年悉尼世界篮网球锦标赛支持女儿特蕾西──英格兰队的教练在他去世后，曼联球员在次日对阵托特纳姆热刺队的比赛中戴上黑纱以表致哀，而英格兰篮网球队也在它的的第三名比赛之前进行了一分钟的沉默。 2015年8月27日，内维尔的葬礼在英格兰贝里进行。